# The Green Slime
The Green Slime (Japanse titel: ガンマー第3号 宇宙大作戦, Ganmā daisan gō: uchū daisakusen; Vlaamse titel: Oorlog in het heelal) is een Japanse sciencefictionfilm uit 1968, geregisseerd door Kinji Fukasaku

## Rolverdeling
| Acteur          | Personage            |
| --------------- | -------------------- |
| Robert Horton   | Jack Rankin          |
| Richard Jaeckel | Vince Elliott        |
| Luciana Paluzzi | Lisa Benson          |
| Bud Widom       | Jonathan B. Thompson |
| Ted Gunther     | Hans Halversen       |
| Robert Dunham   | Martin               |
| David Yorston   | Curtis               |
| William Ross    | Ferguson             |
| Gary Randolf    | Cordier              |

## Trivia
De film werd gebruikt in een pilot voor de televisieserie Mystery Science Theater 3000.